# Smell of Female
Smell of Female è il primo album live della band garage punk americana dei Cramps. È stato registrato al The Lounge Peppermint (popolare discoteca di Manhattan) il 25/26 febbraio 1983 e pubblicato della I.R.S. Records nello stesso anno.

## Tracce
Tutte le tracce sono composte da Lux Interior e Poison Ivy Rorschach, eccetto dove indicato.
1. Thee Most Exaulted Potentate of Love
2. You Got Good Taste
3. Call of the Wighat
4. Faster Pussycat (Bert Shefter)
5. I Ain't Nuthin' But a Gorehound
6. Psychotic Reaction (Kenn Ellner, Roy Chaney, Craig Atkinson, Sean Byrne, John Michalski [Count Five])

Bonus track:
1. Beautiful Gardens
2. She Said (Hasil Adkins)
3. Surfin' Dead

## Formazione
- Lux Interior - voce
- Poison Ivy Rorschach - chitarra solista
- Kid Congo Powers - chitarra
- Nick Knox - batteria